# 東京高等工芸学校
| 東京高等工芸学校 | 東京高等工芸学校                    |
| ---------------- | ----------------------------------- |
| 創立             | 1921年12月9日                       |
| 所在地           | 東京府東京市芝区 （現：東京都港区） |
| 初代校長         | 松岡寿                              |
| 廃止             | 1951年3月31日                       |
| 後身校           | 千葉大学工学部                      |
| 同窓会           | 千葉大学工学同窓会                  |

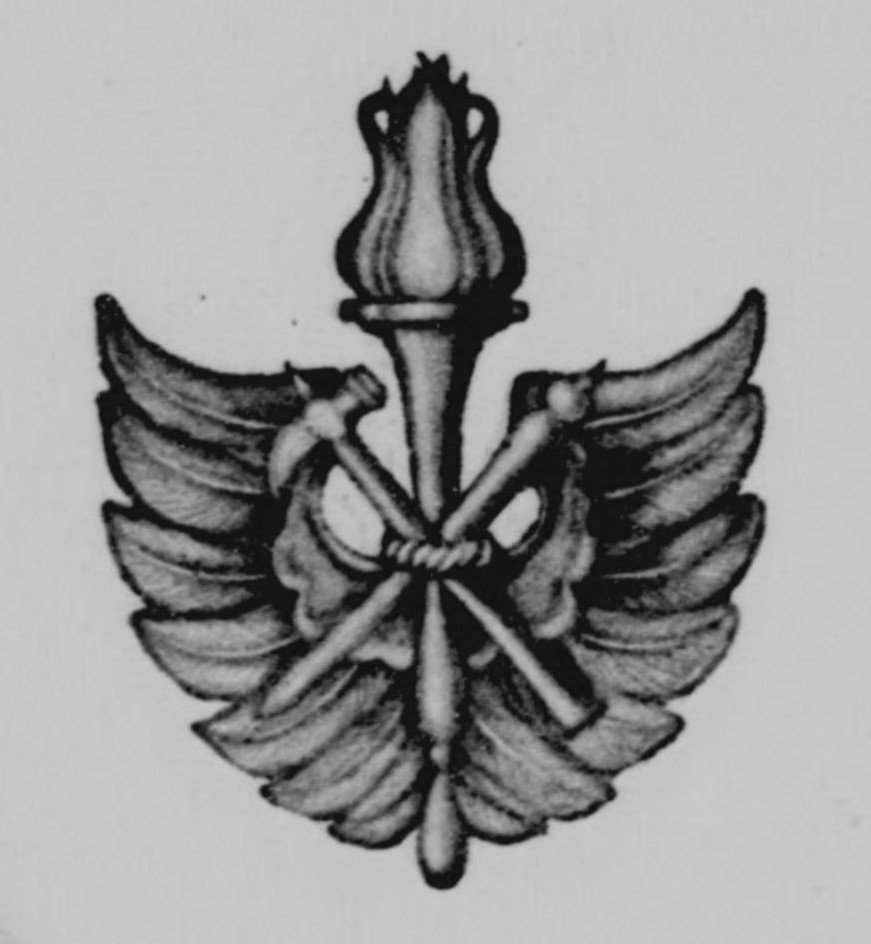
東京高等工芸学校の校章

東京高等工芸学校（とうきょうこうとうこうげいがっこう）は、1921年に設立された旧制専門学校 （実業専門学校）。千葉大学工学部の前身にあたる。

## 概要

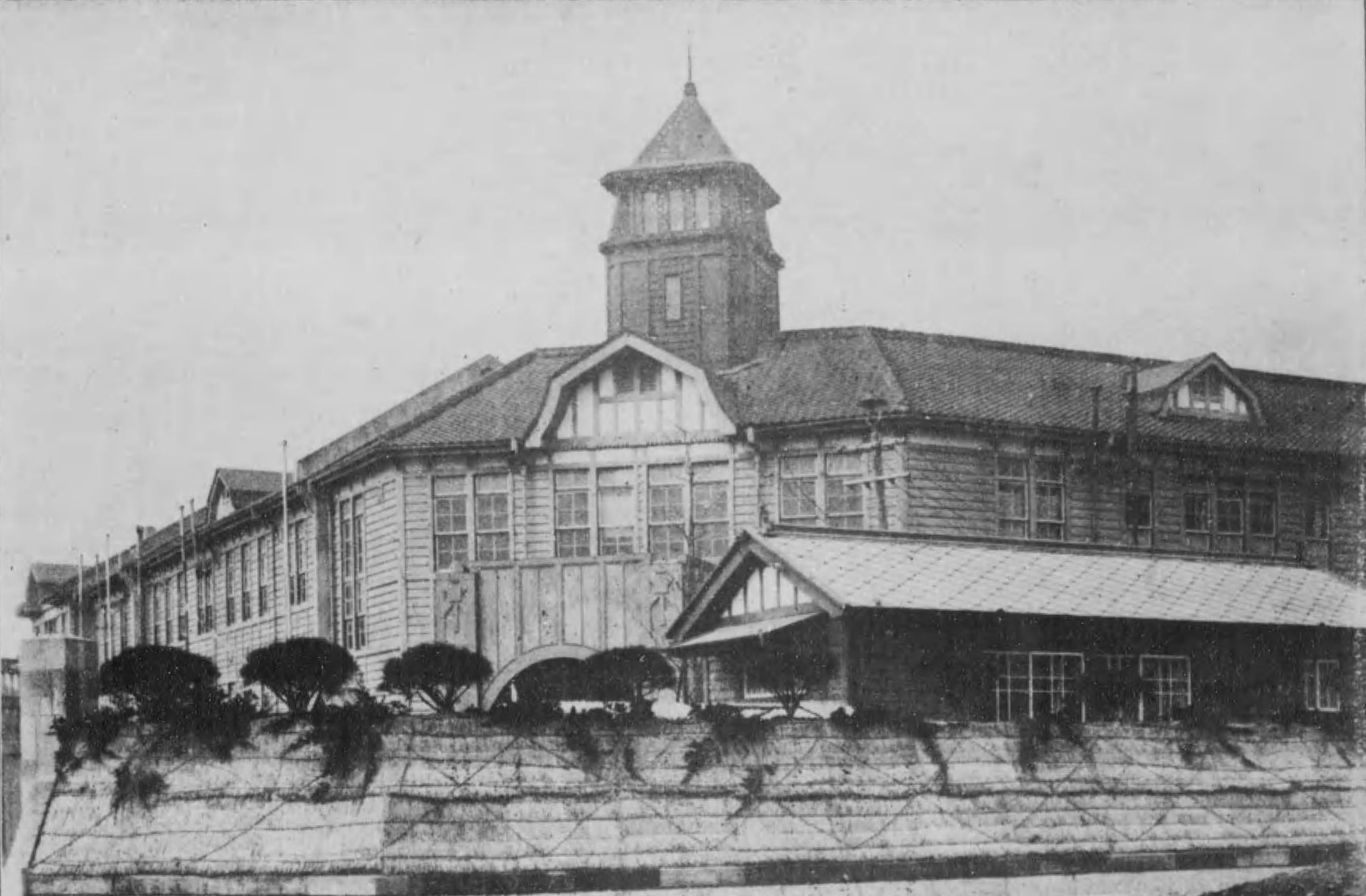
東京高等工芸学校本館

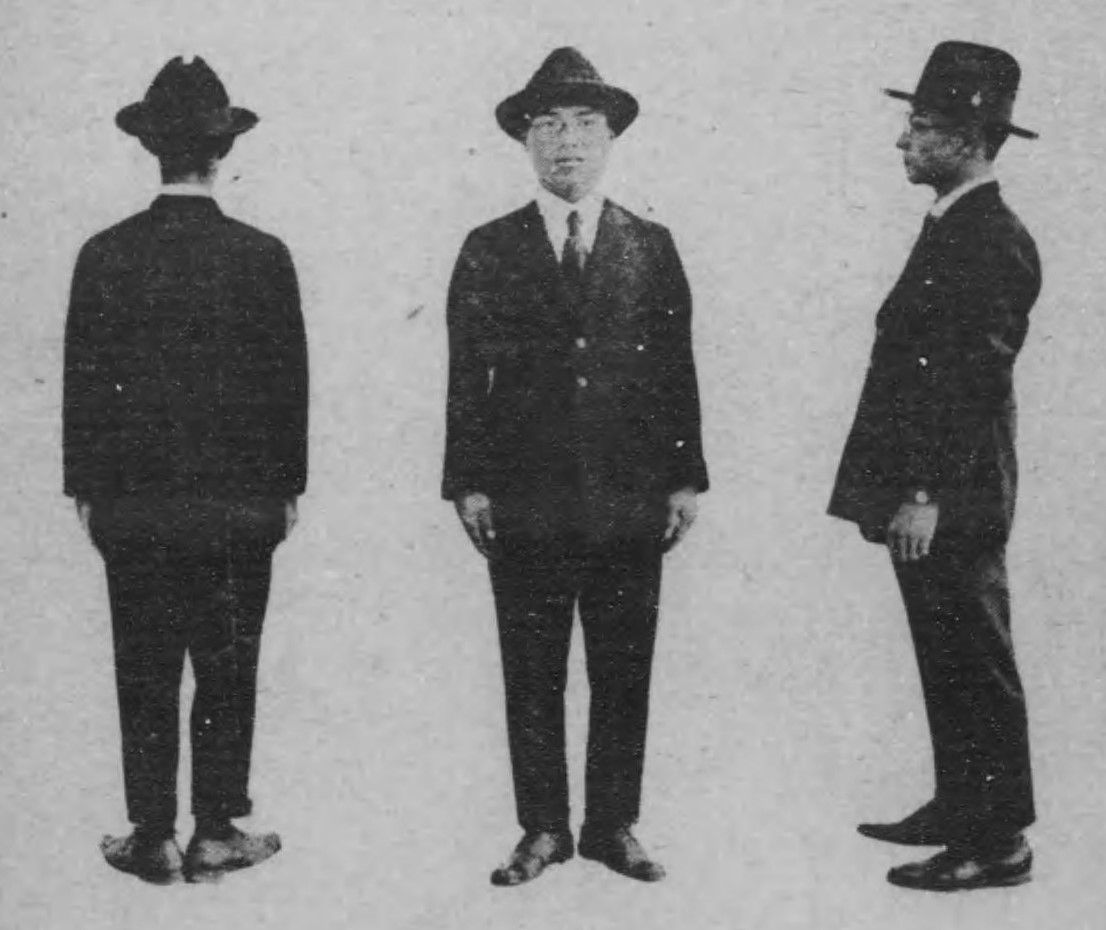
東京高等工芸学校の制服

第一次世界大戦後の高等教育機関増設政策で設立された官立高等工業学校の一つであるが、1914年に廃止された東京高等工業学校工業図案科を継承する、工業学校と美術学校との境界領域（産業デザイン）を教授する専門学校として設立された。工芸を中心とした専門学校としては、京都高等工芸学校に続くものである。創立時は本科（修業年限3年）に工芸図案科・同 工芸彫刻部・金属工芸科・木材工芸科・印刷工芸科を設置した。
第二次世界大戦中に東京工業専門学校（略称：東京工専）と改称されたが空襲で校舎を失い、千葉県松戸市に移転した。戦後、学制改革で新制千葉大学工芸学部（現：千葉大学工学部）となった。同窓会は「千葉大学工学同窓会」と称し、旧制・新制合同の会である。

## 沿革

### 東京高等工芸学校時代
1914年、東京高等工業学校の工業図案科は東京美術学校図案科に併合されて廃止された。工業図案科長だった松岡寿はこれを遺憾とし、図案・応用に関する工芸高等教育機関設置の必要性を訴えていたが、ちょうど文部省の高等工業学校拡充施策に合致し、その中の1校として実現することとなった。
- 1919年8月20日：松岡寿が吉武栄之進（東京高等工業学校長）・安田禄造 （同校教授）らと共に東京高等工芸学校創立委員に嘱託される。
- 1921年12月9日：勅令第456号文部省直轄諸学校官制改正により東京高等工芸学校設置。
- 1922年
  - 1月27日：東京高等工芸学校規則制定。
    - 本科（修業年限3年）に、工芸図案科・同 附属工芸彫刻部・金属工芸科（精密機械分科・金属製品分科）・木材工芸科・印刷工芸科を設置。
    - 入学資格は旧制中学校・工業学校卒業者（中学校卒と工業学校卒との区別は無し）。

  - 4月25日：第1回入学。
- 1924年
  - 3月29日：附属工芸実修学校を設置。
    - 旧：東京高等工業学校附属職工徒弟学校（高等商業学校附属商工徒弟講習所職工科が起源）。
    - 3年制。木工科・建築科・精密機械科・金属工芸科を設置。
- 11月：校歌制定。『朝日先づ照る』（与謝野寛 作詞、小松耕輔 作曲）。
- 11月15日：開校式を挙行。
- 1925年3月22日：東京放送局（現：NHKラジオ第1）が校舎内の仮放送局にてラジオ放送実施。
- 1926年5月19日：本科 印刷工芸科に附属写真部設置（旧：東京美術学校写真科）。
- 1927年4月16日：本科 金属工芸科を改組。精密機械科を新設（文部省令第9号）。
  - 旧：金属工芸科精密機械分科 → 精密機械科。旧：金属工芸科金属製品分科→金属工芸科。
- 1928年6月：第1回東西高等工芸（対 京都高等工芸学校）野球定期戦開催。
- 1930年10月：読書会事件発生（1931年3月再発）。
  - マルクス主義関係の読書会が取締りの対象となった。
- 1931年3月9日：木材工芸別科を設置（修業年限2年）。
- 1937年8月26日：工業学校実習指導員養成科を設置（修業年限6ヶ月）。
- 1939年
  - 3月29日：本科 工芸図案科附属工芸彫刻部を造形工芸部と改称（文部省令第13号）。
  - 4月1日：機械技術員養成科を設置（修業年限2年）。
- 1942年3月：本科に第二部精密機械科を増設（夜間校、修業年限4年）。
- 1943年
  - 3月31日：本科 金属工芸科を機械工学科と改称。
  - 10月1日：電気通信専修科を設置。
    - 第一類：高等小学校卒対象、3年制。第二類：中学校卒対象、1年制。

### 東京工業専門学校時代
- 1944年
  - 4月1日：東京工業専門学校と改称。
    - 本科第二部に機械科を増設（夜間校、修業年限4年）。
    - 附属工芸実修学校を附属工業専修学校と改称。電気通信専修科を附属電波技術専修学校に改組。
    - 製図教員養成科を設置（1946年3月廃止）。

  - 4月15日：臨時別科工業技術員養成科を設置（3年制、1946年3月廃止）。
  - 4月24日：本科学科・別科を改組。
    - 旧：工芸図案科+同 附属造形工芸部→建築科、旧：機械工学科+精密機械科→機械科、旧：木材工芸科→木材工業科、旧：印刷工芸科→印刷工業科、旧：印刷工芸科附属写真部→印刷工業科写真工業部、旧：第二部精密機械科+第二部機械科→第二部機械科、旧：木材工芸別科→木材工業別科。

  - 11月：科学研究補助技術員養成所（写真科）を設置（修業年限6ヶ月）。
- 1945年
  - 5月25日：空襲で校舎焼失。
    - 附属工業専修学校・図書館のみ残存。

  - 7月9日：本科に電気通信科を増設。印刷工業科写真工業部が写真工業科として独立。
  - 8月13日：附属電波技術専修学校を附属電波工業学校に改組（本科4年制・専攻科1年制）。
  - 10月22日：本科第一部、陸軍工兵学校跡（千葉県松戸市岩瀬）に移転。
    - 第二部機械科（夜間校）は芝浦に残存。
- 1946年4月：附属電波工業学校、上石神井から松戸に移転。
- 1947年4月：本科に化学工業科を増設。
- 1948年
  - 5月5日：千葉県内高等教育機関代表者ら、千葉県庁にて新制総合大学設置を目指す会合。
  - 5月27日：第3回会合にて、総合大学設置方針決定。
  - 7月3日：千葉大学設置認可申請書を文部大臣に提出。
- 1949年5月31日：新制千葉大学工芸学部発足。
  - 旧制東京工業専門学校は工芸学部の母体として包括され、千葉大学東京工業専門学校と改称。
  - 附属工業専修学校は附属工芸高等学校、附属電波工業学校は附属電波工芸高等学校となった。
  - 工芸学部は学科組織無し。4類に分けて学生募集（第一類：意匠系、第二類：建築・室内工芸・木材工芸系、第三類：金属・機械・電気系、第四類：化学・印刷・写真系）。
- 1951年
  - 3月31日：千葉大学東京工業専門学校 （旧制）、廃止。
  - 4月1日：千葉大学工芸学部は工学部に改組（工業意匠学科・建築学科・機械工学科・電気工学科・工業化学科［工業化学専攻・写真映画専攻・印刷専攻］）。
    - 附属工芸高等学校・附属電波工芸高等学校は東京工業大学に移管された （東京工業大学附属科学技術高等学校を参照）。

## 歴代校長
- 初代：松岡寿（1921年12月10日[1] - 1923年11月）
- 第2代：吉武栄之進（1923年11月 - 1925年6月）
  - 東京高等工業学校校長と兼務
- 第3代：松岡寿（1925年6月 - 1928年4月）
- 第4代：安田禄造（1928年4月 - 1941年3月）
- 第5代：鈴木亰平（1941年3月 - 1949年5月）
  - 茨城大学初代学長

## 著名な出身者
千葉大学の人物一覧を参照。

## 校地
東京高等工芸学校は東京府東京市芝区新芝町（現：東京都港区芝浦3丁目）の校地で発足した。第二次世界大戦中に東京工業専門学校と改称した後、空襲で校舎のほとんどを焼失し、戦後の1945年10月、本科第一部は千葉県松戸市岩瀬の陸軍工兵学校跡に移転した。松戸校地は後身の新制千葉大学工芸学部（1951年4月、工学部に改組） に引き継がれ、1964年7月に現在の西千葉キャンパス（千葉市稲毛区）に移転するまで使用された。
現在、旧芝浦校地には東京工業大学附属科学技術高等学校（元は東京高等工芸学校の附属校）・東京工業大学田町キャンパスが存在する。旧松戸校地の跡地は松戸中央公園などとなっている（陸軍工兵学校を参照）。

## 関連書籍
- 作道好男編 『千葉大学工学部六十年史』 教育文化出版、1982年。